# Уміак

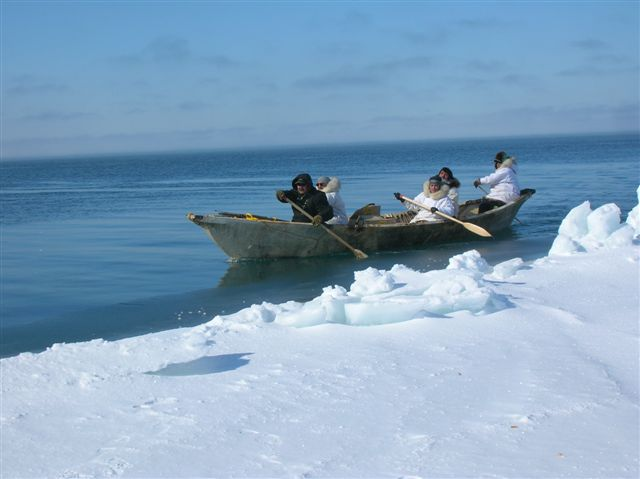

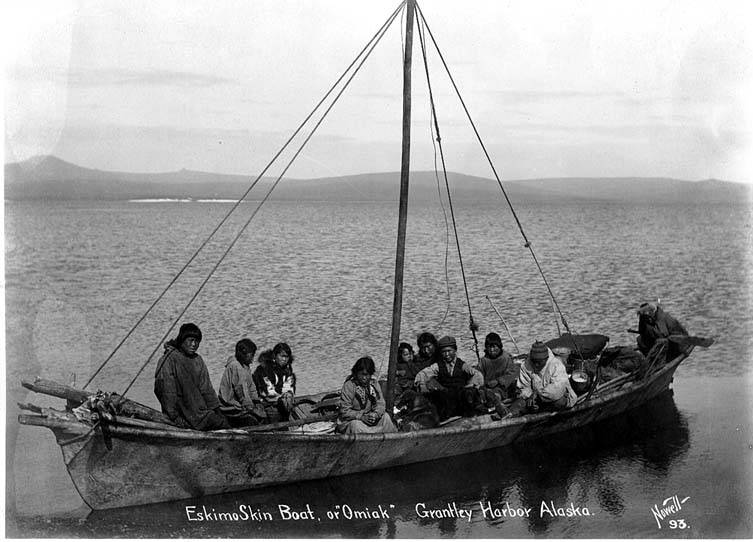
Уміак ескімосів Аляски. 1904 рік.

Уміак, аньяпік — один з видів традиційного човна у ескімосів. Назва означає «жіночий човен» на відміну від каяка, «чоловічого човна». На відміну від каяка, призначеного для перевезення лише однієї людини, рідше кількох, уміак використовується для перевезення до кількох десятків людей. Подібно до каяка, уміак робиться з уламків деревини або з китового вуса, зв'язаних у остов, на який натягується шкура моржа або лахтака. Уміак відомий поміж всіх ескімосів від Берингової протоки до Гренладії. Використовувалися уміак принаймні з часів культури туле.

## Назва
Назва уміака пов'язана з тим, що веслувальниками на цих човнах були жінки, кермовими інколи були чоловіки.

## Будова
Як і каяк, уміак традиційно робився з елементів, виготовлених з деревини або китового вуса, збитих та зв'язаних поміж собою, на які натягувалася шкура моржа або лахтака. Інколи використовувалися оленячі рога. Жир тюленячий використовувався для покриття шкіряної обшивки човна й швів, зокрема, для надання їм водонепроникності. На збирання одного великого уміака, завдовжки до 9 м, використовувалося до семи шкір, що зшивалися поміж собою, натягалися на каркас й висушувалися.
Довжина уміака становить від 6 до 10 м, ширина 1,5-2 м. Ганс Егеде, лютеранський місіонер, який перебував у Гренландії 1721 року, стверджував, що він бачив там уміаки завдовжки до 18 м.
Уміяк є великим човном, однак при цьому він настільки легкий, що його можуть тягти берегом або через лід лише кілька чоловік.

## Використання
Уміак використовувався для перевезення великих груп людей та різноманітних вантажів, зокрема, до місць літнього полювання. При переїздах з місця на місце в уміаку пливли жінки, діти, літні люди. Під час довгих переїздів уміак зазвичай супроводжували чоловіки у каяках. З середини XX століття уміаки почали виходити з ужитку й замінюватися зазвичай моторними ботами європейсько-американського зразка або звичайними човнами.